# 康沃尔公爵亨利·都铎
亨利·都鐸（英語：Henry Tudor；1511年1月1日—	1511年2月22日），康沃爾公爵，國王亨利八世和王后阿拉貢的凱瑟琳第一個存活的孩子，瑪麗一世唯一的同母兄弟。亨利一出生即為王位法定繼承人。但他於幾周後逝世。他的死造成了繼承人問題及亨利八世和阿拉貢的凱瑟琳的婚姻危機。影响了英国教会和罗马天主教之间的关系，間接引发了英国宗教改革。

## 出生和洗禮
亨利於1511年1月1日出生於倫敦裡士滿宮，為國王亨利八世和王后阿拉貢的凱瑟琳第一個存活的孩子。亨利在他們加冕典禮十八個月後出生。凱瑟琳曾在此前的1510年1月31日誕下一名女嬰。亨利於1月5日在一场奢华的仪式上接受洗礼，并点燃了灯塔以示纪念。洗礼礼物包括一个精金盐座和杯子，总重99盎司（3.1公斤），是他的教父法王路易十二赠送的。亨利的教母為薩伏伊公爵夫人奧地利的瑪格麗特。亨利的教父母分別由理查德·福克斯（代表路易十二）和國王的姨媽約克的安妮（代表奧地利的瑪格麗特）所代表。

## 庆祝和死亡

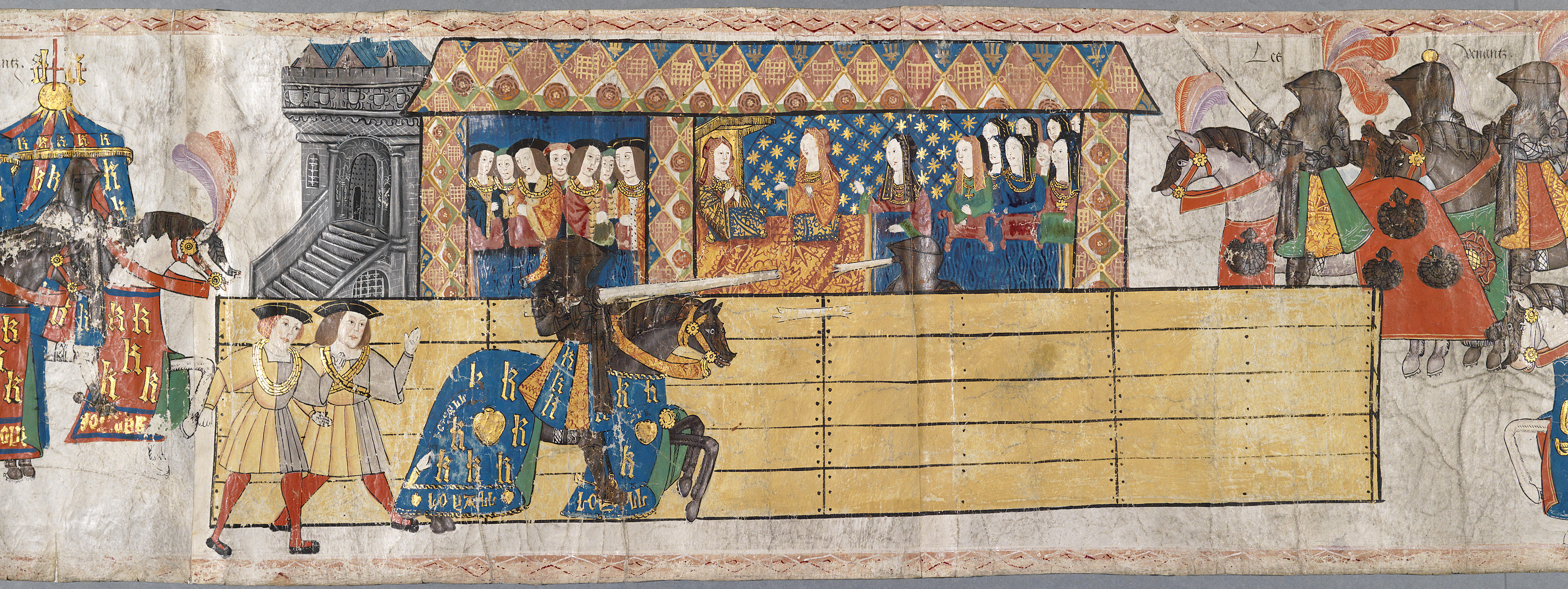
威斯敏斯特锦标赛

亨利八世和王后阿拉貢的凱瑟琳计划了一场奢华的庆祝活动，与他们为亨利的诞生举行的联合加冕典礼相媲美，儿子自动成为康沃尔公爵和英国王位的法定继承人，并有望成为威尔士亲王、第三任出自都鐸王朝的英格兰国王。威斯敏斯特锦标赛是亨利统治时期最奢华的一场比赛，记录在一张长长的发光牛皮纸卷上，被称为《威斯敏斯特锦标赛卷》，可在武器学院收藏中找到。
1511年2月22日，亨利在裡士滿宮逝世，享壽52天。27日，葬於西敏寺。

## 紋章
作為王國的法定繼承人，亨利得有權使用英国皇家徽章，并以银色鐵條加以区分。